# Elizabeth Storie
Elizabeth Storie (Glasgow, 1818-Peebles, 1897) fue una escritora, sombrerera y modista escocesa. Era una mujer de clase obrera de Glasgow que, a través de su autobiografía de 1859, dio cuenta de los desafíos que enfrentó dentro de los sistemas médico, legal y eclesiástico como mujer discapacitada en la Escocia victoriana temprana.
Su trabajo se destaca por proporcionar un relato poco común de mujeres discapacitadas de clase trabajadora sobre cómo navegar estas instituciones y superar los prejuicios legales para obtener una compensación por negligencia médica. Su autobiografía híbrida es inusual al combinar narrativa personal con diversa documentación para mostrar sus esfuerzos por obtener justicia y al mismo tiempo desafiar las normas sociales de la época.

## Biografía

### Primeros años de vida y envenenamiento por mercurio

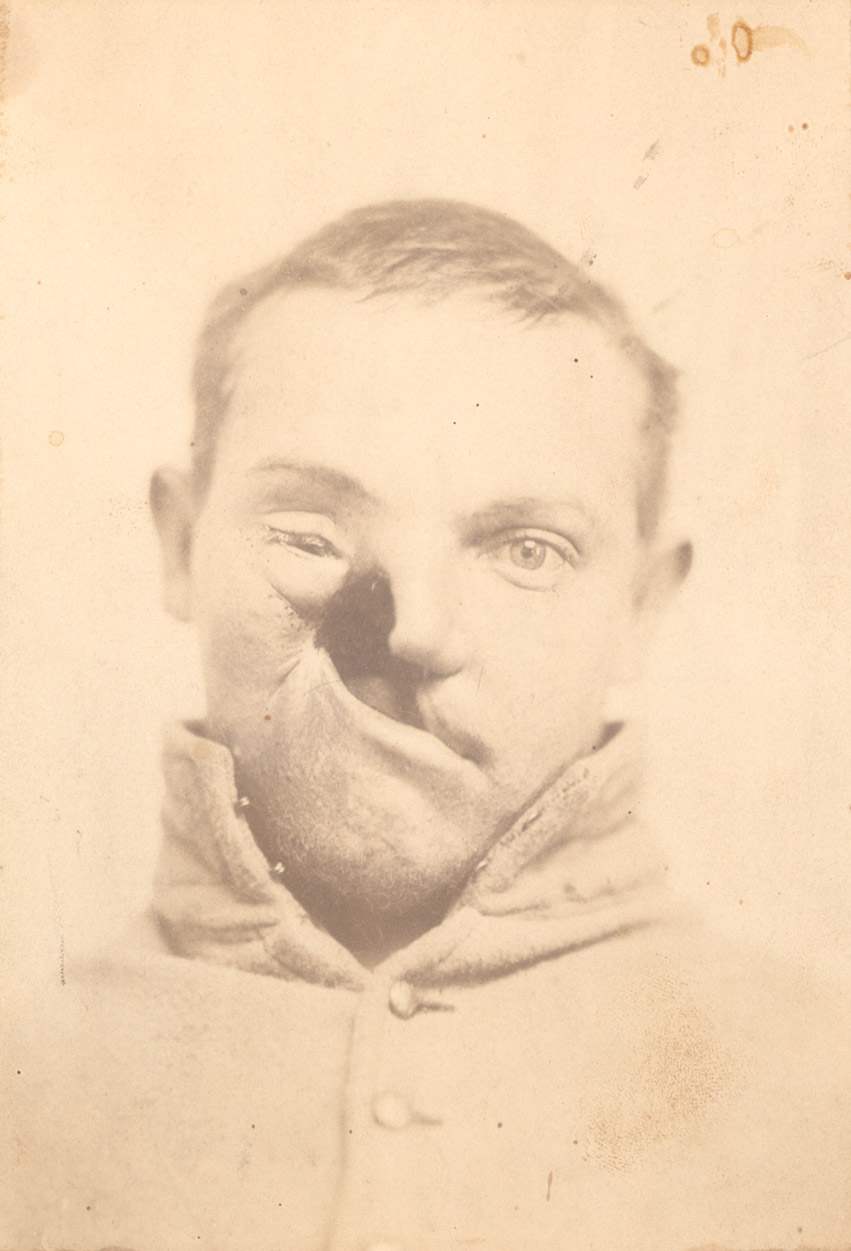
No se conocen fotografías de Elizabeth Storie, pero esta fotografía de 1862 de Carleton Burgan muestra los resultados de daños similares en la boca y la cara causados por calomelanos.

Elizabeth Storie nació en Glasgow en julio de 1818 de «padres pobres pero respetables», como escribe en su autobiografía:: 2  uno de ellos era tejedor de algodón y el otro devanador de algodón. Cuando tenía cuatro años enfermó de una enfermedad que ella describe como nettle-rush («ortiga»), de la que los niños normalmente se recuperaban en unos pocos días. Sin embargo, un vecino y amigo de la familia que era cirujano, Robert Falconer, insistió en tratar a Storie con dosis diarias de calomelanos,: 4  un medicamento común en la época que contenía mercurio y era una causa frecuente de envenenamiento por mercurio. Storie se enfermó cada vez más y después de tres semanas su cara y boca estaban negras y pútridas. Luego, Falconer le dio aquafortis, una forma de ácido nítrico que le introdujo en la boca con una jeringa. Storie escribe que «la agonía que sufrí por esta cruel operación fue tan espantosa que no sabía lo que estaba haciendo».: 4  Cuando Falconer repitió esto unos minutos más tarde, Storie describe que se le cayó la lengua, se le cayeron los dientes y parte del hueso de la mandíbula cedió.
Storie se recuperó, pero su rostro quedó desfigurado permanentemente. Los huesos de su mandíbula se habían ablandado y hubo que realizarle una cirugía para extirpar parte del hueso. Al curarse, el hueso se puso rígido y no pudo comer ni beber hasta que se le hizo un pequeño agujero que le permitía succionar comida de una lata.: 11 
La autobiografía de Storie no incluye una fotografía o un dibujo de su rostro, pero los estudiosos Dana Graham Lai y Holly Faith Nelson sostienen que la desfiguración probablemente fue similar al caso bien documentado de Carleton Burgan, quien sufrió un caso similar de envenenamiento por mercurio cuando recibió calomelanos para tratar una infección en 1862.
El padre de Storie demandó a Falconer, pero aunque el tribunal ordenó al médico pagar 1000 libras esterlinas en compensación, él se negó a pagar. El padre de Storie murió poco después.

### Vida adulta
Storie estaba frecuentemente enferma y sufría dolores, y tuvo más de veinte cirugías durante su vida. Ella y su familia libraron extensas batallas legales pero nunca lograron recibir una compensación por los daños que Falconer le había causado.
Storie vivió con su familia y se mudó a la casa de su hermano después de la muerte de su madre en 1849. El censo de 1871 muestra que vivía de forma independiente y se mudó a Edimburgo, donde trabajó como modista.

### Muerte
Storie murió en Peebles en 1897 de influenza y neumonía. Dejó el dinero que tenía (39 libras esterlinas) a la Real Asociación de Incurables de Edimburgo.

## Autobiografía
Storie publicó su autobiografía en 1859, cuando tenía cuarenta y un años. El título demuestra el objetivo principal del libro: explicar la injusticia que se cometió hacia ella: The Autobiography of Elizabeth Storie, A Native of Glasgow, Who Was Subjected to Much Injustice at the Hands of Some Members of the Medical, Legal, and Clerical Professions («La autobiografía de Elizabeth Storie, nativa de Glasgow, que fue sometida a mucha injusticia a manos de algunos miembros de las profesiones médicas, jurídicas y administrativas»). La novela se publicó mediante suscripción, lo que significa que se recaudaba dinero de los suscriptores para pagar la impresión del libro.
Era muy inusual que las mujeres de clase trabajadora publicaran sus autobiografías a mediados del siglo XIX y las que se publicaron eran, como la de Storie, en su mayoría historias de malos tratos que habían atraído el apoyo de los mecenas de la clase media. La autobiografía dictada por Mary Prince sobre su vida como esclava es otro ejemplo, pero en general, la mayoría de los escritores de la clase trabajadora eran hombres. Las autobiografías de Storie y Prince entran en la categoría de appeal memoirs «memorias de llamamiento», un género también utilizado por mujeres de clase media y alta que habían sido maltratadas. El atractivo queda claro en el primer párrafo del libro de Storie:

Having a strong impression that injustice is often done to the poor, and more especially to the women of that class, who are more defenceless, both from their sex, and from the difficulty which poverty combined with it exposes them to, in obtaining the help of those who are their natural protectors, I have been induced to publish a statement of the wrongs and trials I have been subjected to, in the hope of encouraging those who may be similarly afflicted to put their trust in God, as they too often will find that "vain is the help of man". The facts which will be brought to light may also serve to warn those in high power of the danger of doing injustice or injury to any, trusting that through the insignificance of their victims the world may never know how much they have made others to suffer.: 1 
Teniendo la fuerte impresión de que a menudo se comete injusticia con los pobres, y más especialmente con las mujeres de esta clase, que se encuentran más indefensas, tanto por su sexo como por las dificultades a que les expone la pobreza unida a ella, para obtener la ayuda de aquellos que son sus protectores naturales, me han inducido a publicar una declaración de los errores y pruebas a las que he sido sometido, con la esperanza de alentar a aquellos que puedan estar igualmente afligidos a poner su confianza en Dios, como lo harán con demasiada frecuencia. descubrir que «vana es la ayuda del hombre». Los hechos que saldrán a la luz también pueden servir para advertir a aquellos en alto poder del peligro de cometer injusticia o daño a alguien, confiando en que a través de la insignificancia de sus víctimas el mundo nunca sabrá cuánto han hecho sufrir a otros.

La autobiografía combina la propia narración de Storie con pruebas documentales que incluyen transcripciones judiciales y cartas de médicos y otras personas que certifican los hechos. Esta es una estrategia común para las autobiografías de la época y fue utilizada por las mujeres para legitimar sus historias. La autobiografía también se basa en los géneros de terror en sus descripciones detalladas de cirugías y abusos, y en la autobiografía espiritual en la descripción de Storie de su viaje desde ser una pecadora hasta ser un miembro devoto de la iglesia. Los eruditos literarios Lai y Nelson sostienen que esta fusión de géneros permite a Storie desestabilizar «aquellos que tienden a representar a los discapacitados de forma estática», presentando, por ejemplo, «la trayectoria narrativa de un heroico 'triunfo sobre la adversidad'».

## Obras publicadas
- Storie, Elizabeth (1859). The Autobiography of Elizabeth Storie, A Native of Glasgow, Who Was Subjected to Much Injustice at the Hands of Some Members of the Medical, Legal, and Clerical Professions. Glasgow: Richard Stobbs.